# Élections aux parlements des communautés autonomes d'Espagne de 2011
Les élections aux parlements des communautés autonomes espagnoles de 2011 (en espagnol : elecciones autonómicas de 2011) se tiennent le dimanche 22 mai 2011, afin d'élire les députés aux parlements de treize des dix-sept communautés autonomes et les assemblées des deux villes autonomes. Le scrutin se tient le même jour que les élections municipales.

## Contexte

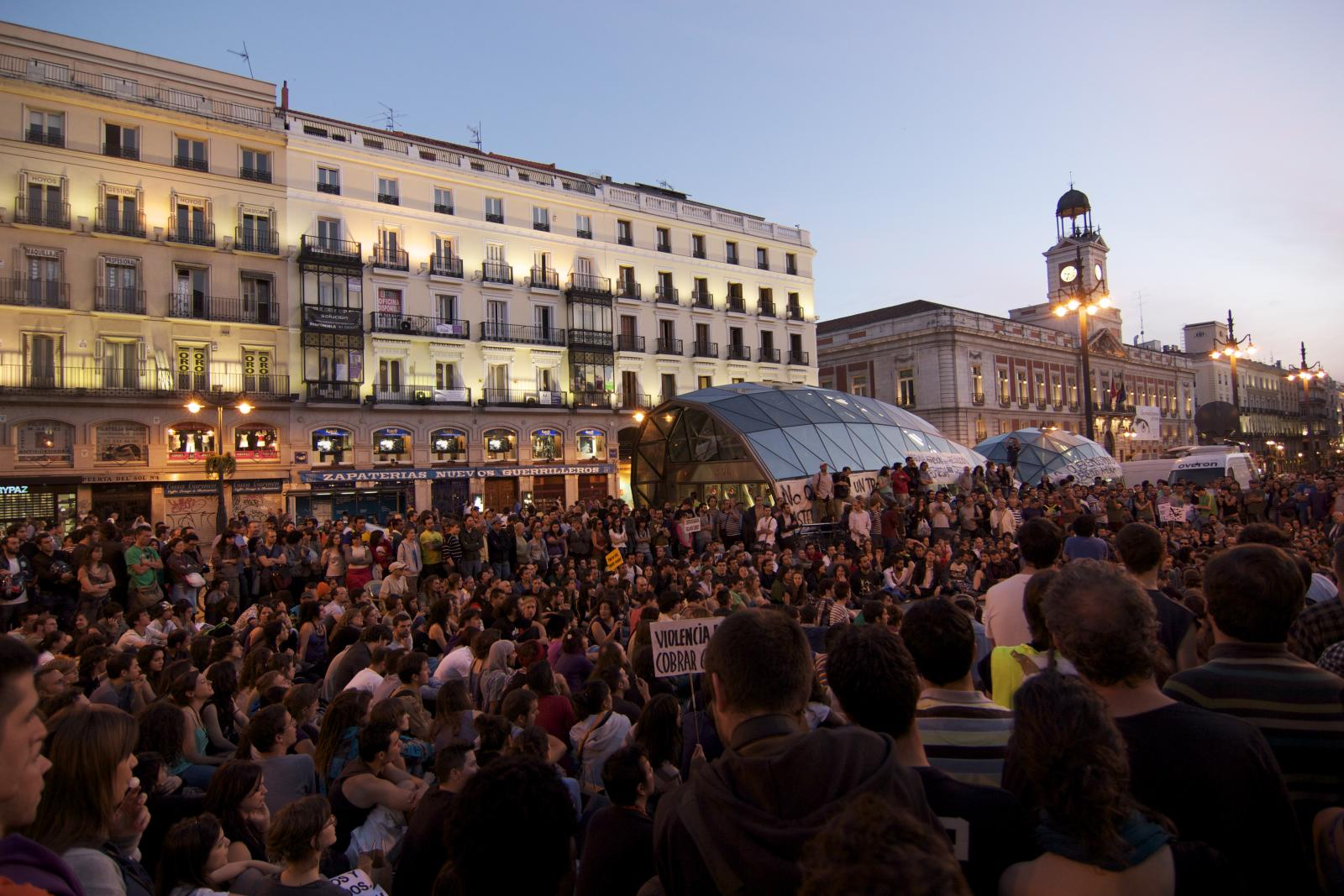
Manifestation à Madrid sur la place Puerta del Sol le 15 mai.

Une semaine avant la tenue du scrutin, plusieurs milliers de personnes défilent dans les rues de cinquante villes pour dénoncer les conséquences de la crise économique, les réformes mises en œuvre par le gouvernement et un changement de politique de la part des autorités. À Madrid, les manifestants décident de s'installer sur la place de la Puerta del Sol.

## Mode de scrutin
L'ensemble des douze parlements est élu pour une législature de quatre ans au suffrage universel direct selon les règles du scrutin proportionnel d'Hondt. Dans les quatre communautés multi-provinciales, chaque province forme une circonscription électorale ; dans les deux communautés archipélagiques, chaque île constitue une circonscription, ainsi que l'ensemble du territoire régional dans les Canaries ;  dans les communautés uniprovinciales, le territoire régional forme une circonscription unique, sauf dans les Asturies.
Le scrutin se tient le 22 mai 2011.

## Résultats
| Communauté             | Président sortant | Président sortant        | Président sortant | Majorité sortante | Président élu | Président élu             | Président élu | Majorité formée |
| ---------------------- | ----------------- | ------------------------ | ----------------- | ----------------- | ------------- | ------------------------- | ------------- | --------------- |
| Aragon                 |                   | Marcelino Iglesias       | PSOE              | PSOE-PAR          |               | Luisa Fernanda Rudi       | PP            | PP-PAR          |
| Asturies               |                   | Vicente Álvarez Areces   | PSOE              | PSOE-IU           |               | Francisco Álvarez-Cascos  | FAC           | FAC             |
| Îles Baléares          |                   | Francesc Antich          | PSOE              | PSOE-PSM-EU       |               | José Ramón Bauzá          | PP            | PP              |
| Canaries               |                   | Paulino Rivero           | CC                | CC                |               | Paulino Rivero            | CC            | CC-PSOE         |
| Cantabrie              |                   | Miguel Ángel Revilla     | PRC               | PRC-PSOE          |               | Ignacio Diego             | PP            | PP              |
| Castille-et-León       |                   | Juan Vicente Herrera     | PP                | PP                |               | Juan Vicente Herrera      | PP            | PP              |
| Castille-La Manche     |                   | José María Barreda       | PSOE              | PSOE              |               | María Dolores de Cospedal | PP            | PP              |
| Estrémadure            |                   | Guillermo Fernández Vara | PSOE              | PSOE              |               | José Antonio Monago       | PP            | PP              |
| La Rioja               |                   | Pedro Sanz               | PP                | PP                |               | Pedro Sanz                | PP            | PP              |
| Communauté de Madrid   |                   | Esperanza Aguirre        | PP                | PP                |               | Esperanza Aguirre         | PP            | PP              |
| Région de Murcie       |                   | Ramón Luis Valcárcel     | PP                | PP                |               | Ramón Luis Valcárcel      | PP            | PP              |
| Navarre                |                   | Miguel Sanz              | UPN               | UPN               |               | Yolanda Barcina           | UPN           | UPN-PSOE        |
| Communauté valencienne |                   | Francisco Camps          | PP                | PP                |               | Francisco Camps           | PP            | PP              |
| Ceuta                  |                   | Juan Jesús Vivas         | PP                | PP                |               | Juan Jesús Vivas          | PP            | PP              |
| Melilla                |                   | Juan José Imbroda        | PP                | PP                |               | Juan José Imbroda         | PP            | PP              |